# Мечеть Гаджі Султаналі
Мечеть Гаджі Султаналі або Ахундівська мечеть (азерб. Hacı Sultanəli məscidi) — мечеть місцевого значення в Баку.

## Історія
Побудована з ініціативи мільйонера Гаджі Султаналі у 1904-1910. Архітектором мечеті є Зівер-бек Ахмедбеков.
Розташована в місті Баку, недалеко від станції метро «Нізамі». На території мечеті виявлено могилу турецького солдата.

## Архітектура
Мечеть складається із двох поверхів. Верхній поверх призначено для жінок, а перший поверх для чоловіків. У плані мечеть квадратної форми. У мечеті є купол і мінарет. Спочатку побудована без мінарету. Мечеть включає всі особливості європейської, східної та місцевої архітектури.
У квітні 2000 розпочалися роботи з реконструкції та реставрації, завершені у жовтні 2001.

## Галерея

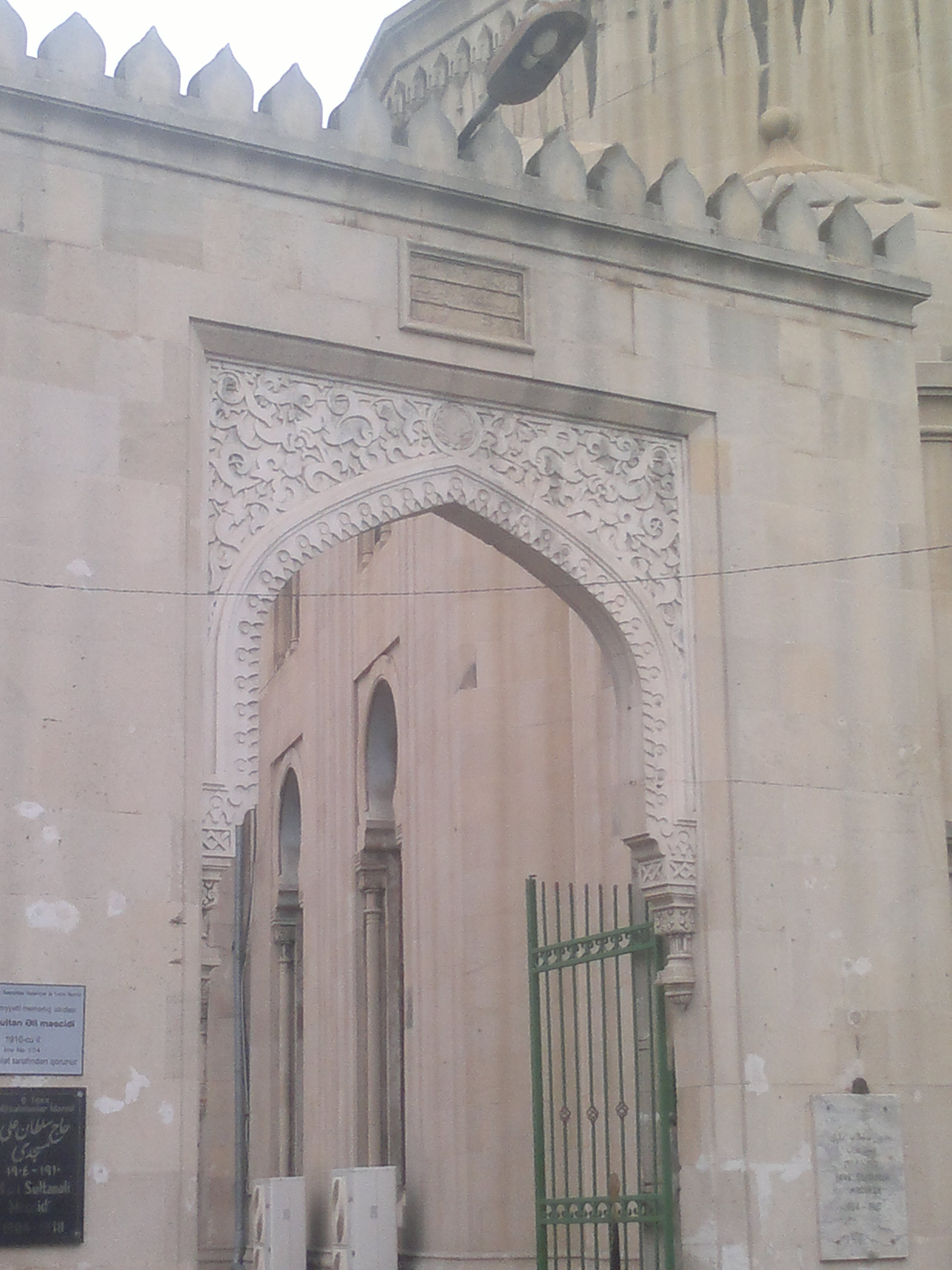
Портал мечеті Гаджі Султаналі
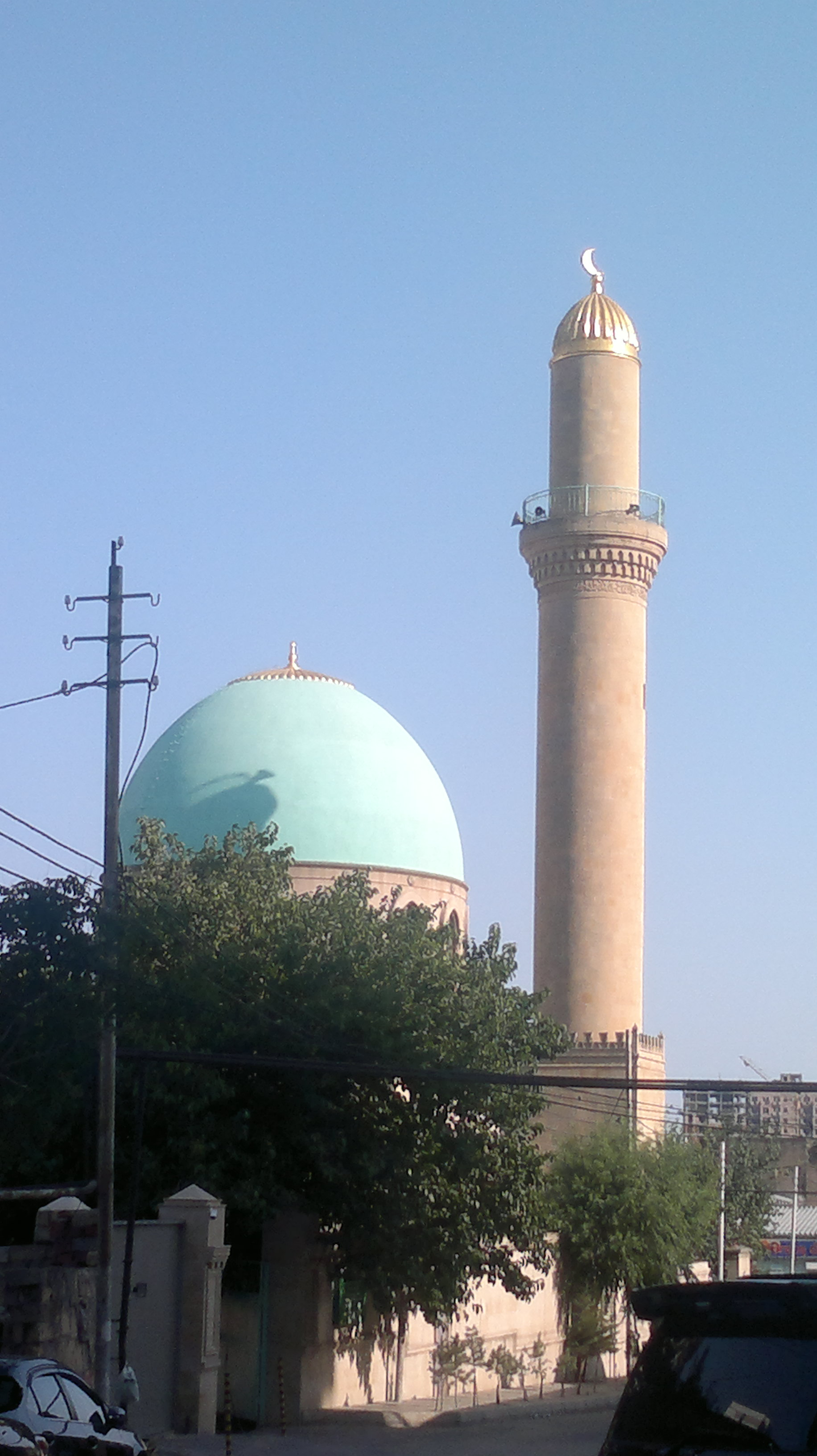
Мечеть Гаджі Султаналі
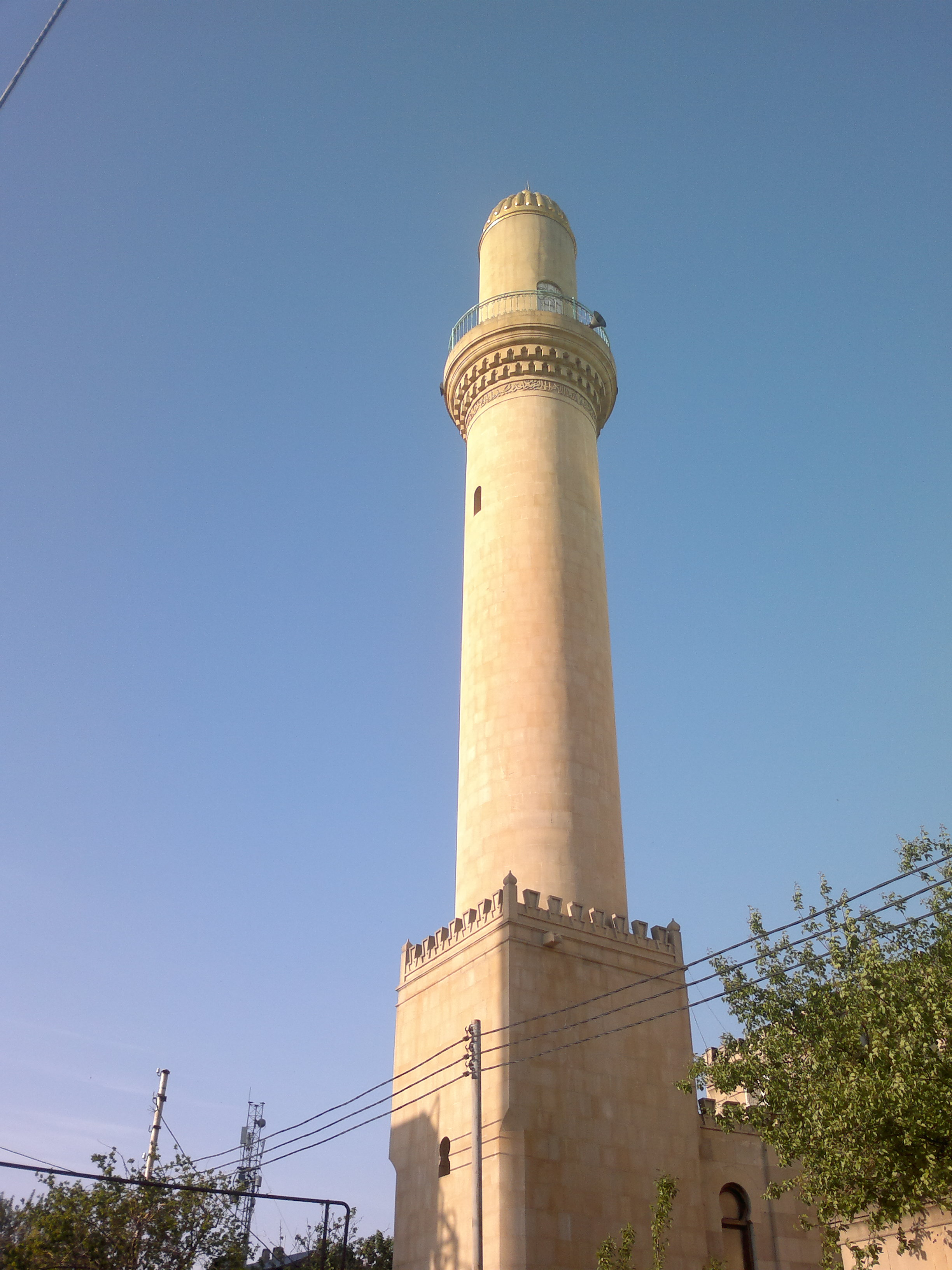
Мінарет мечеті Гаджі Султаналі
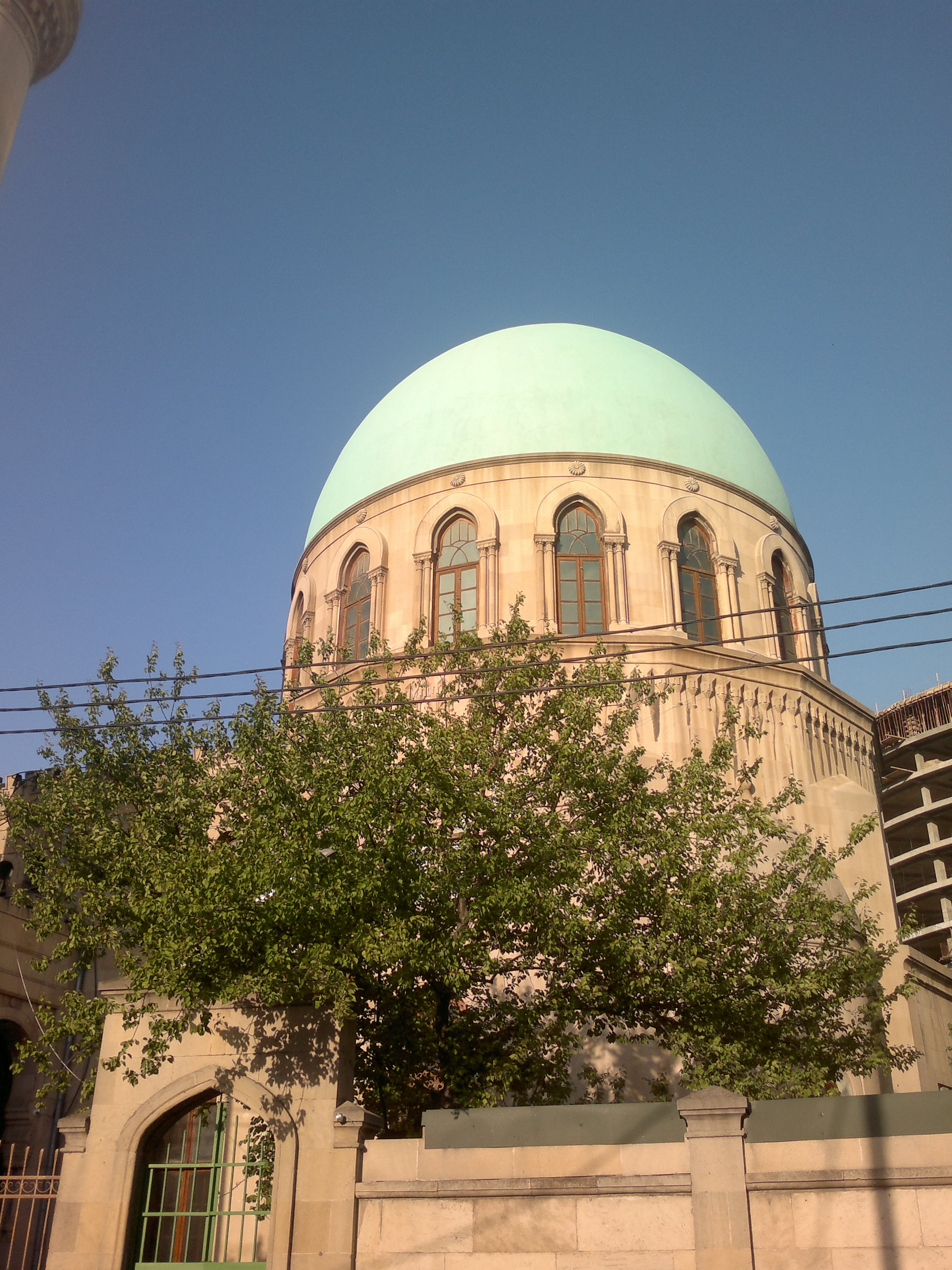
Купол мечеті Гаджі Султаналі